# Silva Jardim
Silva Jardim là một đô thị thuộc bang Rio de Janeiro, Brasil. Đô thị này có diện tích 938,336 km², dân số năm 2007 là 23574 người, mật độ 25,1 người/km².